# Elia Irimari
Elia Kaulifewangali Irimari (* 20. Jahrhundert) ist ein namibischer Politiker der SWAPO und seit 2015 Gouverneur der Region Oshana. 
Bis zu seiner Ernennung zum Gouverneur war Irimari Regionalratvertreter des Wahlkreises Ondangwa-Stadt. Zuvor arbeitete er als Schullehrer und war aktives Mitglied der Namibia National Students Organisation. Als Gouverneur setzt sich Irimari vor allem für die Jugendarbeit ein.